# Harley Marques Silva
Harley Marques Silva, né le 6 juillet 1974 à Brasilia, est un joueur brésilien de beach-volley.
Il est médaillé d'argent aux Championnats du monde de beach-volley en 2009 avec Alison Cerutti.